# Antoine II. Bohier
Antoine II. Bohier († 1569), Ritter, Baron de Saint-Cirgues, de La Tour-Bohier, de Chenonceaux, Saint-Martin-le-Beau, Nazelle et Berri, war ein französischer Adliger, Bürgermeister von Tours und Gouverneur von Touraine.

## Leben
Antoine II. Bohier war der Sohn von Thomas Bohier († 1524), Baron de Saint-Cirgues in der Auvergne und Chenonceaux, und Katherine Briçonnet († 1526), Tochter von Guillaume Briçonnet und Raoulette de Beaune, Nichte von Jacques de Beaune, Baron de Semblançay.
Saint-Cirgues und Chenonceaux erbte er von seinem Vater. Ab 29. September 1529 wurde er Général des finances des Languedoil, später war Notar und Sekretär, dann Kammerherr des Königs. Seine Brüder waren François Bohier († 1569), Bischof von Saint-Malo, und Gilles Bohier († 1546), Bischof von Agde.
Als Haupterbe forderte der König wegen der gegen seinen Vater erhobenen Vorwürfe fast 190.000 Livre; er musste (Abbeville 28. Mai 1535) die Domänen Chenonceau und Houdes abtreten, die auf 90.000 Livre geschätzt wurden, die Vizegrafschaft Orbes (10.000 Livre), sowie das Amt des Gerichtsschreibers in Senlis und Meaux (9.000 Livre), und sich verpflichten, 41.000 Livre bar zu zahlen, d. h. einen Gesamtbetrag von 150.000 Livre aufzubringen.
1531/32 war er Bürgermeister von Tours. Am 24. Oktober 1543 wurde Antoine Bohier zum Gouverneur von Touraine ernannt. Da Amt gab er 1560 ab, sein Nachfolger Louis III. de Bourbon, duc de Montpensier wurde um den 20. August 1560 ernannt.
Antoine Bohier heiratete in erster Ehe Anne Poncher, Dame de Villemenon, Tochter von Louis Poncher und Robine Le Gendre, und in zweiter Ehe Anne de Moustiers. Er starb ohne Nachkommen, seine Baronie Saint-Cirgues vermachte er dem Connétable Anne de Montmorency.